# Marcel van der Steen
Marcel van der Steen (Nieuw-Lekkerland, 21 mei 1973) is een Nederlandse journalist en programmamaker.
Vanaf oktober 2010 (met een onderbreking van een jaar) woonde Van der Steen in Sarajevo, de hoofdstad van Bosnië en Herzegovina. Daar werkte hij als freelance correspondent op de Balkan voor diverse media in Nederland en België.
Voor zijn vertrek naar Sarajevo werkte hij vijf jaar als presentator, redacteur, programmamaker en journalist voor de inmiddels opgeheven omroep LLiNK. Op Radio 1 presenteerde hij de programma's Atlas, Motradio en LLinke Soep. Hij was ook een van de gezichten van het gelijknamige tv-programma (LLinke Soep) op Nederland 3. De programmamaker is sinds de oprichting van LLiNK bij de omroep betrokken geweest.
Van der Steen legde zich naast zijn werk als journalist op de Balkan steeds meer toe op het maken van (korte) documentaires. In 2012 rondde hij zijn eerste lange film af: Liever Stil; een documentaire over twee jonge doven.
Begin 2017 maakte de NOS bekend dat Van der Steen vanaf zomer 2017 de nieuwe NOS-correspondent in het Midden-Oosten is, als opvolger van Sander van Hoorn. Hij woonde toen reeds, net als zijn voorganger, in Beiroet, de hoofdstad van Libanon. Per 1 december 2019 werd hij opgevolgd door Daisy Mohr.